# The Solo Album
Albums de Sonny Rollins
Sunny Days, Starry Nights
(1984) G-Man
(1986)
The Solo Album est un album live du saxophoniste ténor Sonny Rollins interprété en soliste et paru en 1985 sous le label Milestone. L'enregistrement est effectué lors d'un concert qui s'est tenu le 19 juillet 1985 dans le Sculpture Garden du Museum of Modern Art à New York.

## Titres et réception critique
L'album contient deux morceaux de près d'une demi-heure entièrement interprétés en solo. L'auteur Richard Palmer indique dans son ouvrage Sonny Rollins: the cutting edge qu'avec cet album et le précédent, Sunny Days, Starry Nights, le saxophoniste confirme sa volonté de rechercher de nouveaux défis et ajoute qu'il « peut être vu comme le summum de l'implication de Rollins dans l'art de l'improvisation ».
Au contraire l'auteur et critique Scott Yanow écrit sur AllMusic à propos de l'album qu'il considère comme l'un des véritables échecs de la carrière de Rollins, « cette session live est une déception majeure ». Il reconnaît qu'en exécutant une performance en solo, il est plus aisé d'entendre l'interprétation du saxophoniste mais il a l'impression que « pour ce concert, il semble n'avoir rien anticiper, il en résulte 56 minutes d'errance » et il conclut que « cela donne l'impression que Rollins était simplement en train de s'échauffer, jouant ce qui lui venait à l'esprit sans aucune idée permettant de développer un exposé cohérent ». Les critiques jazz Richard Cook et Brian Morton indiquent que « Rollins en solo n'est pas nécessairement la même chose qu'un solo de Rollins » et reconnaissent que c'est une occasion d'entendre et d'analyser le son de Rollins mais « ceci résiste difficilement avec les albums de saxophone en solo que les maîtres de l'avant-garde ont produit », Palmer trouvant bien au contraire la performance de Rollins comparable à celle de musiciens tels que Anthony Braxton, David Murray ou Albert Ayler.
| N° | Titre             | Compositeur   | Durée |
| -- | ----------------- | ------------- | ----- |
| 1. | Soloscope, Part 1 | Sonny Rollins | 28:15 |
| 2. | Soloscope, Part 2 | Sonny Rollins | 27:55 |